# Gloria Velat
Gloria Velat (Barcelona, 1915-18 de marzo de 1989) fue una jugadora de ajedrez española.

## Resultados destacados en competición
Fue una vez campeona de España, en el año 1950, la primera vez que se disputó la prueba, y resultó subcampeona en tres ocasiones, en los años 1953, 1965 y 1973.
Fue seis veces Campeona de Cataluña de ajedrez, en los años 1935, 1936, 1942, 1943, 1949 y 1952.
Participó en el Torneo Internacional de Ajedrez Femenino Barcelona 1949, donde quedó en 7ª posición.